# Emma Chichester Clark
Emma Chichester Clark (Londra, 15 ottobre 1955) è un'illustratrice e scrittrice britannica, specializzata in libri per l'infanzia.

## Biografia
Nata a Londra (il padre Robert Chichester-Clark è stato un parlamentare della Camera dei Comuni per Londonderry dal 1955 al 1974) ma cresciuta in Irlanda del Nord, è tornata in Inghilterra per studiare, diplomandosi in grafica alla Chelsea Art School.. Si perfezionò poi al Royal College of Art con Quentin Blake.
Cominciò poi la sua carriera di illustratrice dapprima per riviste e copertine di libri, poi per libri per l'infanzia. Il suo primo lavoro nel campo, l'illustrazione di Listen to this! di Laura Cecil le valse il Mother Goose Award come miglior illustratrice esordiente nel 1988.
Da allora ha illustrato oltre 60 libri, molti dei quali scritti da lei stessa. Tra i personaggi da lei creati, fra i più noti sono Canguro Blu e Melrose e Croc.